# Fimbristylis pseudomicrocarya
Fimbristylis pseudomicrocarya är en halvgräsart som beskrevs av Ethirajalu Govindarajalu. Arten ingår i släktet Fimbristylis och familjen halvgräs.
Denna art förekommer i Kerala i Indien. Inga underarter finns listade i Catalogue of Life.